# Theronia brachyura
Theronia brachyura är en stekelart som beskrevs av Gupta 1962. Theronia brachyura ingår i släktet Theronia och familjen brokparasitsteklar. Inga underarter finns listade i Catalogue of Life.